# Cry Cry
Cry Cry è un singolo della cantante tedesca Oceana, estratto dall'album Love Supply.

## Successo commerciale
Il brano è entrato nelle classifiche di mezza Europa vendendo 46.000 copie in Francia.

## Classifiche
| Classifica (2009) | Posizione massima |
| ----------------- | ----------------- |
| Austria           | 73                |
| Belgio (Fiandre)  | 25                |
| Belgio (Vallonia) | 69                |
| Bulgaria          | 1                 |
| Germania          | 52                |
| Romania           | 44                |
| Russia            | 6                 |
| Spagna            | 8                 |
| Svizzera          | 39                |
| Ucraina           | 11                |